# 日本防災スキーム
日本防災スキーム株式会社（にほんぼうさいスキーム）は、東京都稲城市東長沼に本拠を置く、停電時用照明器具、感震ブレーカーの開発・製造・販売・設置を行う会社。災害、防災、減災に関する講演、及び啓蒙活動なども行っている。

## 概要
日本で初めて日常的な使用を意識して開発された"停電しても消えない電球"『いつでもランプtsuita』のメーカー。同製品は、2021年12月に販売を始めた、バッテリー内蔵のLED電球で、点灯中の突然の停電時に自動的に停電モードに切り替わり、内蔵バッテリーによりLED電球が点灯し続けるフェーズフリー商品である。2022年3月16日に発生した福島県沖地震では、首都圏でも最大で約210万軒の停電が発生したが、『いつでもランプtsuita』を使用していた1部屋だけが停電時にも点灯していたという逸話を残す。
世界中で発生する地震の22.9%が日本で起きており、日本政府が推進する「国土強靭化基本計画」の中で、「2024年度までに住宅密集地域の25%に感震ブレーカーを普及させる」という具体的な目標を掲げた。1995年1月17日に発生した阪神・淡路大震災の際の電気火災のほとんどは、電気が復旧した際に転倒・破損した家電製品に通電することに起因する通電火災だったと言われており、避難を終えたあと無人となった室内で出火するため消火が遅れ、広範囲の大火災に繋がった。感震ブレーカーは、通電火災を防止するために震度5強以上の地震を検知した場合、自動的にブレーカーを落とす仕組みだが、夜間の地震で通電を遮断した時、照明が消えることで、逆にリスクが高くなることもあり、普及が進まない。『いつでもランプtsuita』は、この矛盾を解消する製品で、感震ブレーカーが作動して電気が遮断されても照明が消えないため、避難行動に支障をきたさない上、通電が復旧後も通電火災を起こさない。
2024年4月23日、国土強靱化担当大臣賞を受賞した。

### コンセプト
同社の基本的な考えは、人生の大半は日常だが、その日常を非日常から守るものが防災用品の根幹であり、身の回りにあるモノやサービスを平時のみならず、有事にも役立つ「フェーズフリー」と考え商品開発を行う。

## 沿革
2021年
- 10月、構想から約2年の歳月を経て、tsuita誕生。
- 12月22日、ツイタ電球タイプ発売開始。

2022年
- 1月7日、tsuitaランプがメディア初登場。NHK『おはよう日本』でtsuitaが紹介される。
- 6月1日 - 日本防災スキーム株式会社設立。
- 6月29日-7月1日、「第一回地域防災EXPO」に『いつでもランプtsuita(ツイタ)』を出展[5]。

2024年
- 1月12日、日本直販テレビショッピングにてtsuitaランプが放送開始[7]。
- 4月23日、国土強靱化担当大臣賞を受賞した[2]
- 5月、蛍光管タイプのライトセーバーtsuita販売。

その他、

## 主要取引先
日本テレビ、関西テレビ、東海テレビ、QVCジャパン、ディノス、セシール、カタログハウス、ビックカメラ、ロフト、ハンズ

## メディア出演
- 2022年1月17日 - 『おはよう日本』（NHK）
- 2022年5月7日 - 『ぶらり途中下車の旅』（日本テレビ）
- 2022年12月18日 - 『世界の何だコレ!?ミステリー』（フジテレビ）
- 2023年8月25日 - 『いちばん本舗』（東海テレビ）、『ハイヒールの真夜中市場＋』（関西テレビ）
- 2023年9月1日 - 『THE TIME,』（TBS）
- 2023年9月9日 - 『あさパラS』（読売テレビ）
- 2023年9月10日 - 『通販の女王アン・ミカ ゼヒモノSP』（日本テレビ）
- 2023年10月5日 - 『情熱市場』（山形放送）
- 2023年10月5日 - 『どさんこワイド朝』（札幌テレビ）
- 2023年10月31日 - 『QVCテレビショッピング』
- 2023年11月27日 - 『ドランクドラゴン馬鹿売れ研究所』（ワールド・ハイビジョン・チャンネル BS12）
- 2024年1月17日 - 『THE TIME,』（TBS）
- 2024年2月23日 - 『真夜中市場』（関西テレビ）
- 2024年4月1日 - 『ヒルナンデス』（日本テレビ）

出典